# Công viên Lịch sử Đường sắt Hungary

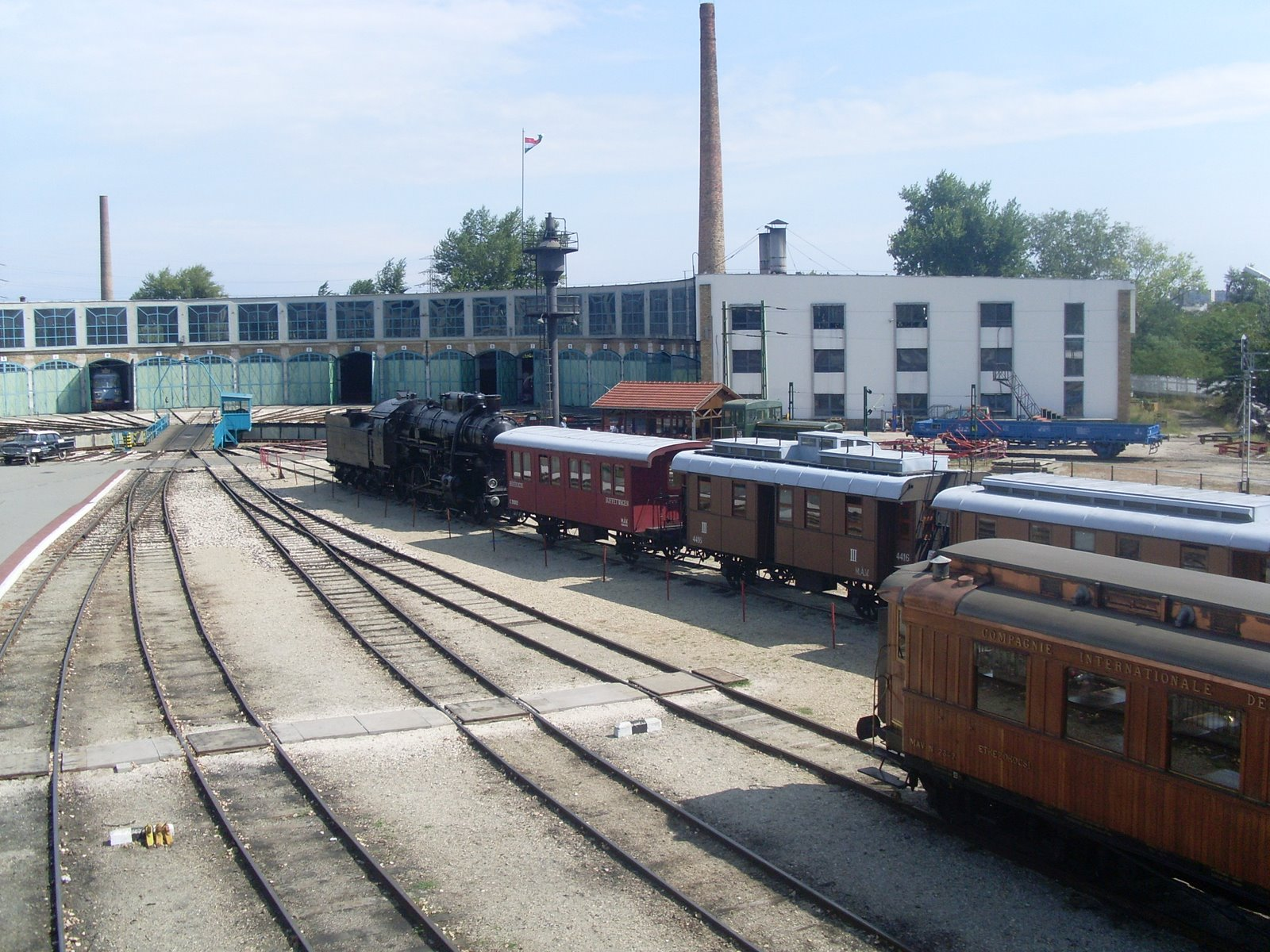
Cảnh quan công viên bảo tàng đường sắt

Công viên Magyar Vasúttörténeti (hay "Công viên Lịch sử Đường sắt Hungary") là một bảo tàng đường sắt nằm tại thủ đô Budapest, Hungary, nằm trong khuôn viên ga đường sắt của Đường sắt Quốc gia Hungary (Magyar Államvasutak, MÁV). Bảo tàng có ý nghĩa và giá trị lịch sử to lớn đối với ngành công nghiệp đường sắt Hungary. Với diện tích lên tới hơn 70.000 mét vuông, bảo tàng tổ chức hơn một trăm cuộc triển lãm về các phương tiện và thiết bị đường sắt.

## Tổng quát
Công viên Magyar Vasúttörténeti trưng bày các loại đầu máy xe lửa của Đường sắt Quốc gia Hungary, từ động cơ hơi nước đến động cơ điện, trong số đó nhiều đầu máy vẫn đang hoạt động. Các loại động cơ tại bảo tàng là những hiện vật đánh dấu từng thời kì phát triển công nghiệp Hungary. Ngoài ra, bảo tàng cũng trưng bày các hình thức vận tải đường sắt khác, như xe goòng nhỏ và xe giám định. Vào những năm 1912 và 1934, bảo tàng tổ chức một số cuộc triển lãm về những toa tàu bằng gỗ chế tạo để phục vụ cho dịch vụ tàu chở khách Orient Express và Árpád.
Bên cạnh đó, bảo tàng còn sở hữu ô tô GAZ-13 Chaikasang trọng do Liên Xô sản xuất. GAZ-13 Chaika từng là chiêc ô tô chính thức của Thủ tướng Hungary Jenő Fock. Sau này, chiếc xe đã được Đường sắt Quốc gia Hungary thiết kế lại để đi trên đường ray.
Các cuộc triển lãm về lịch sử của các nhà ga thường xuyên được tổ chức ở tòa nhà chính của bảo tàng. Hiện vật của các cuộc triển lãm này gồm các thiết bị đường sắt và tư liệu lịch sử về đường sắt ở Hungary. Cuộc triển lãm có nhiều hình thức tạo hứng thú cho người thăm quan bằng các giúp họ có thể tương tác với các hiện vật, chẳng hạn như tự mình vận hành xe goòng và trải nghiệm một động cơ mô phỏng được chế tạo cho MÁV V63. Ngoài ra còn có một mô hình đường sắt. Không chỉ người lớn có thể tham gia tương tác mà bảo tàng còn có một tuyến đường sắt thu nhỏ cho trẻ em vui chơi.
Ngoài những động cơ cũ không thể hoạt động, các đầu máy còn hoạt động vẫn được sử dụng để đi du lịch trong nước và nước ngoài.
Một trong những đầu máy xe lửa hơi nước thời đầu tại Bảo tàng là MÁV 411.118 thuộc USATC S160.

## Lịch sử
Bảo tàng Đường sắt Hungary chính thức mở cửa vào ngày 14 tháng 7 năm 2000. Quỹ Bảo tàng Đường sắt Hungary tài trợ Bảo tàng, quỹ thành lập vào ngày 22 tháng 11 năm 1999 và có đóng góp quan trọng trong việc duy tu bảo tàng.

## Một số hình ảnh

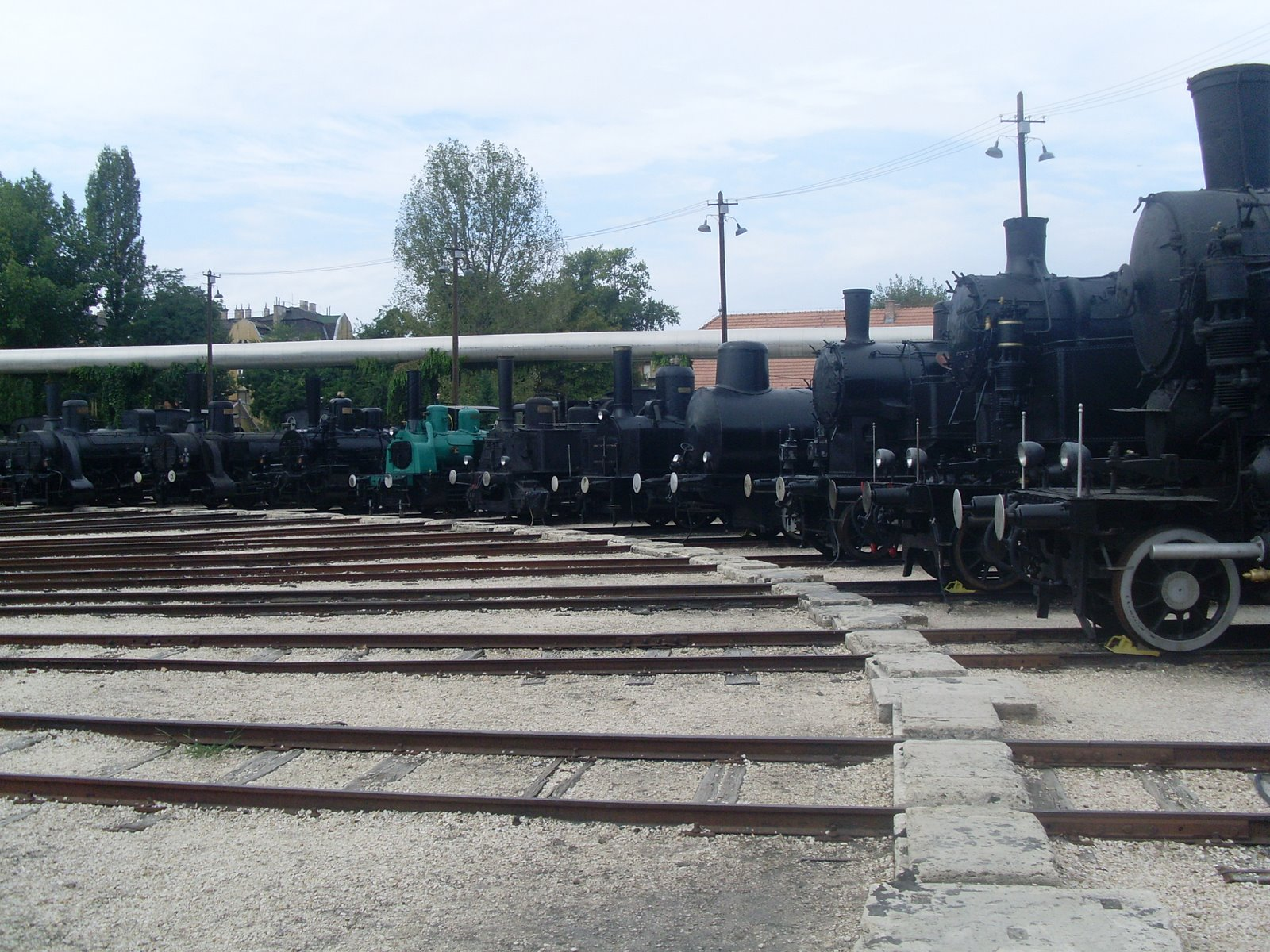
Đầu máy xe lửa
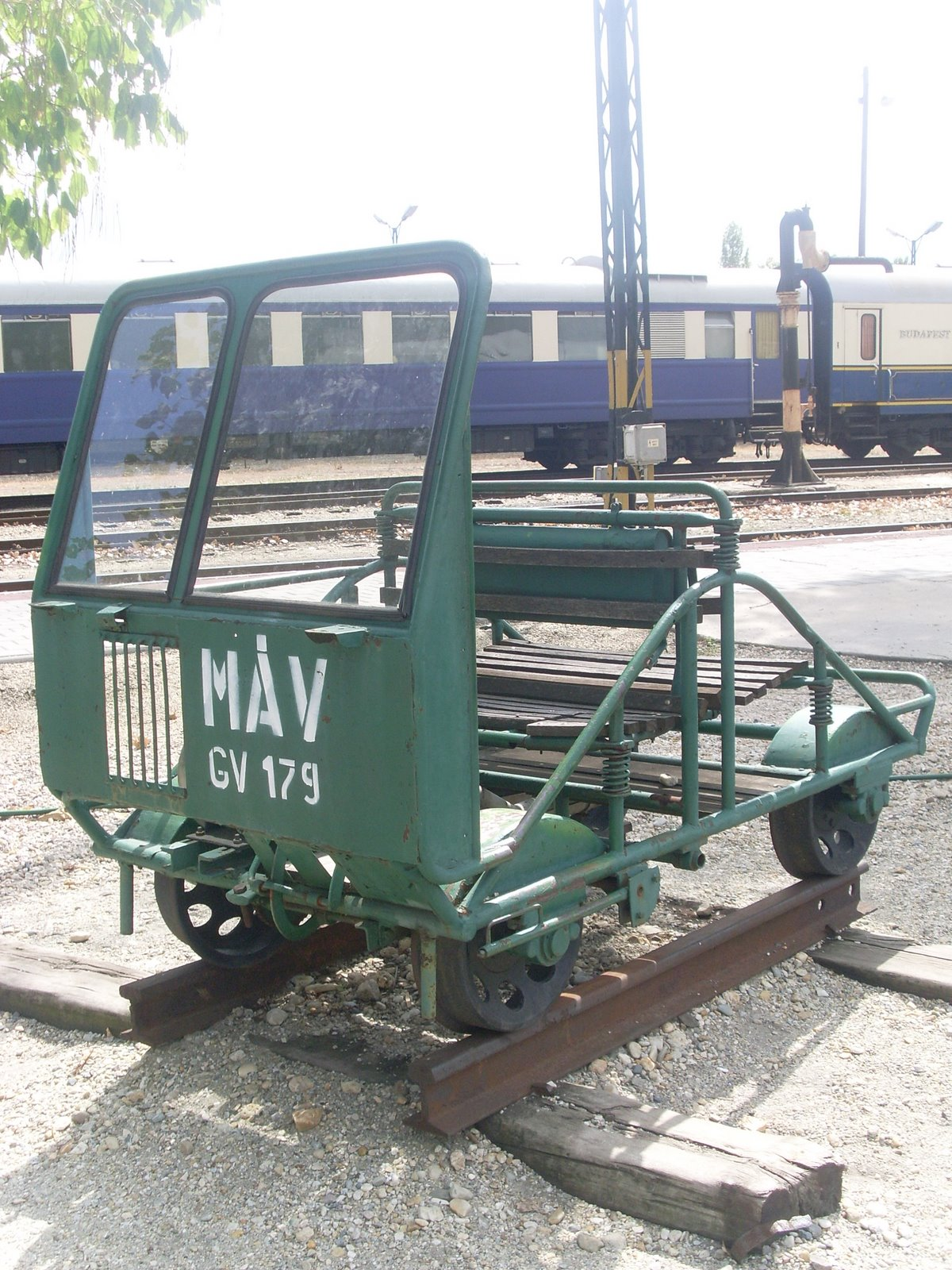
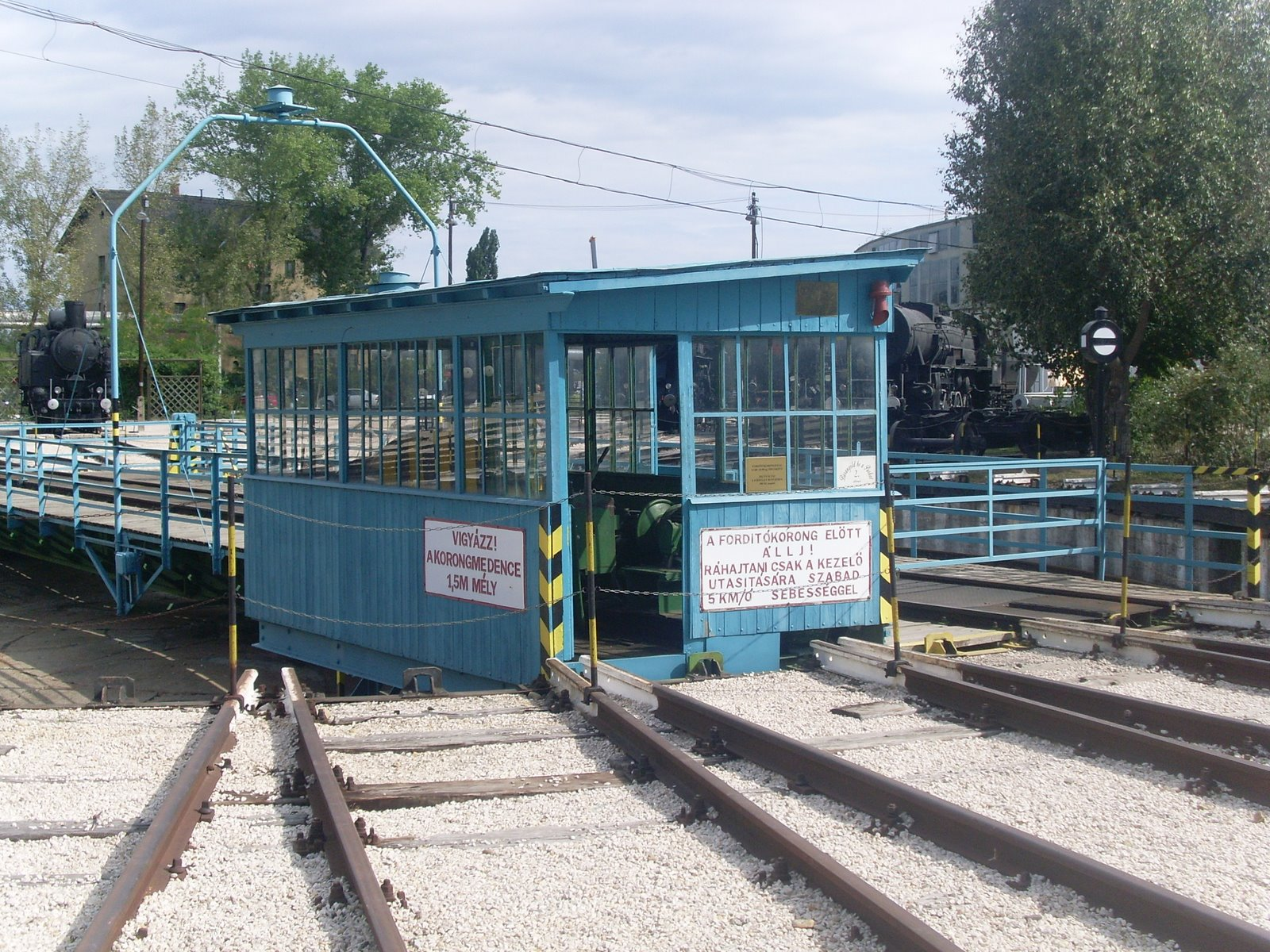
Turntable
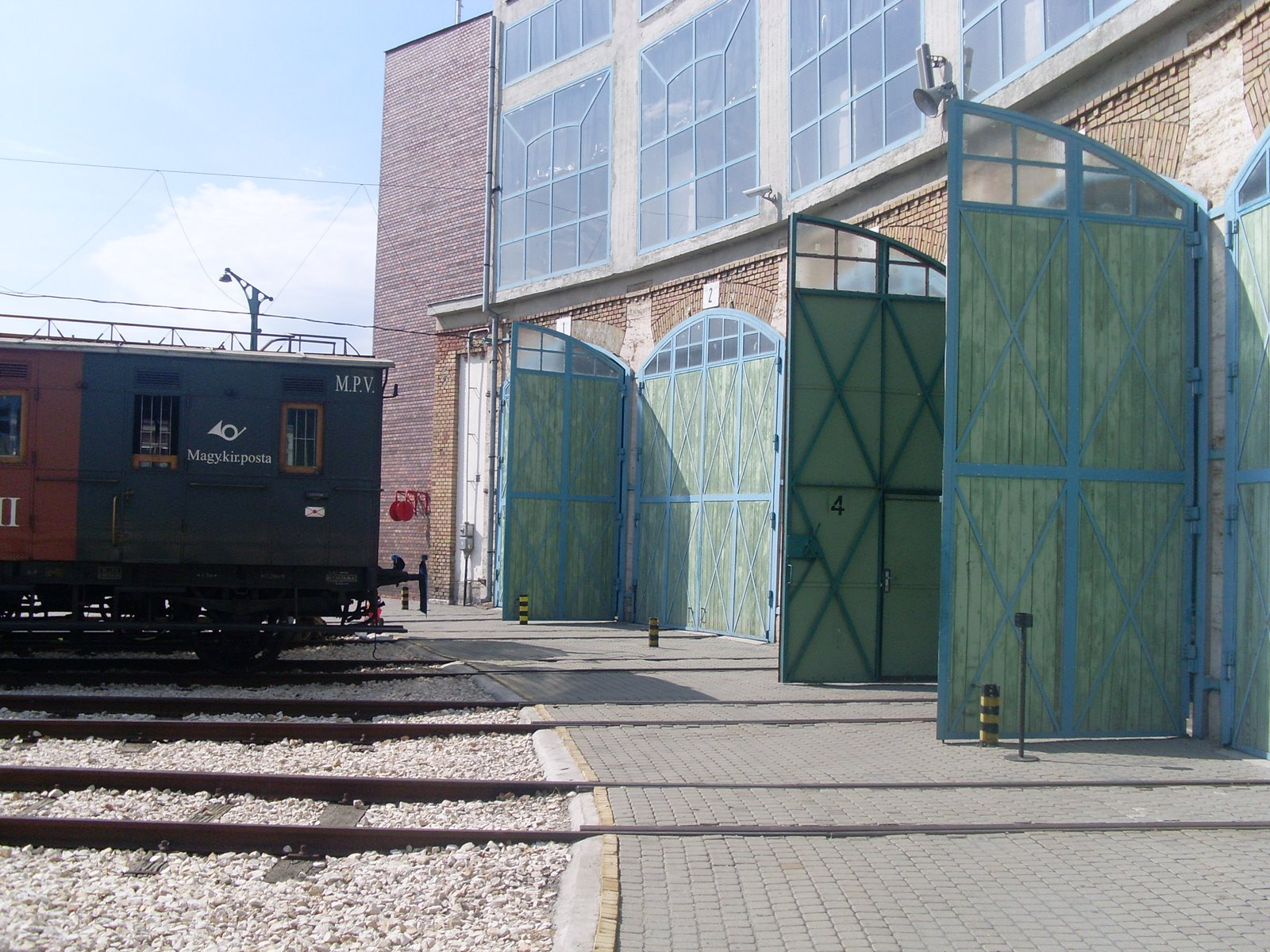
Đềpô nhà tròn
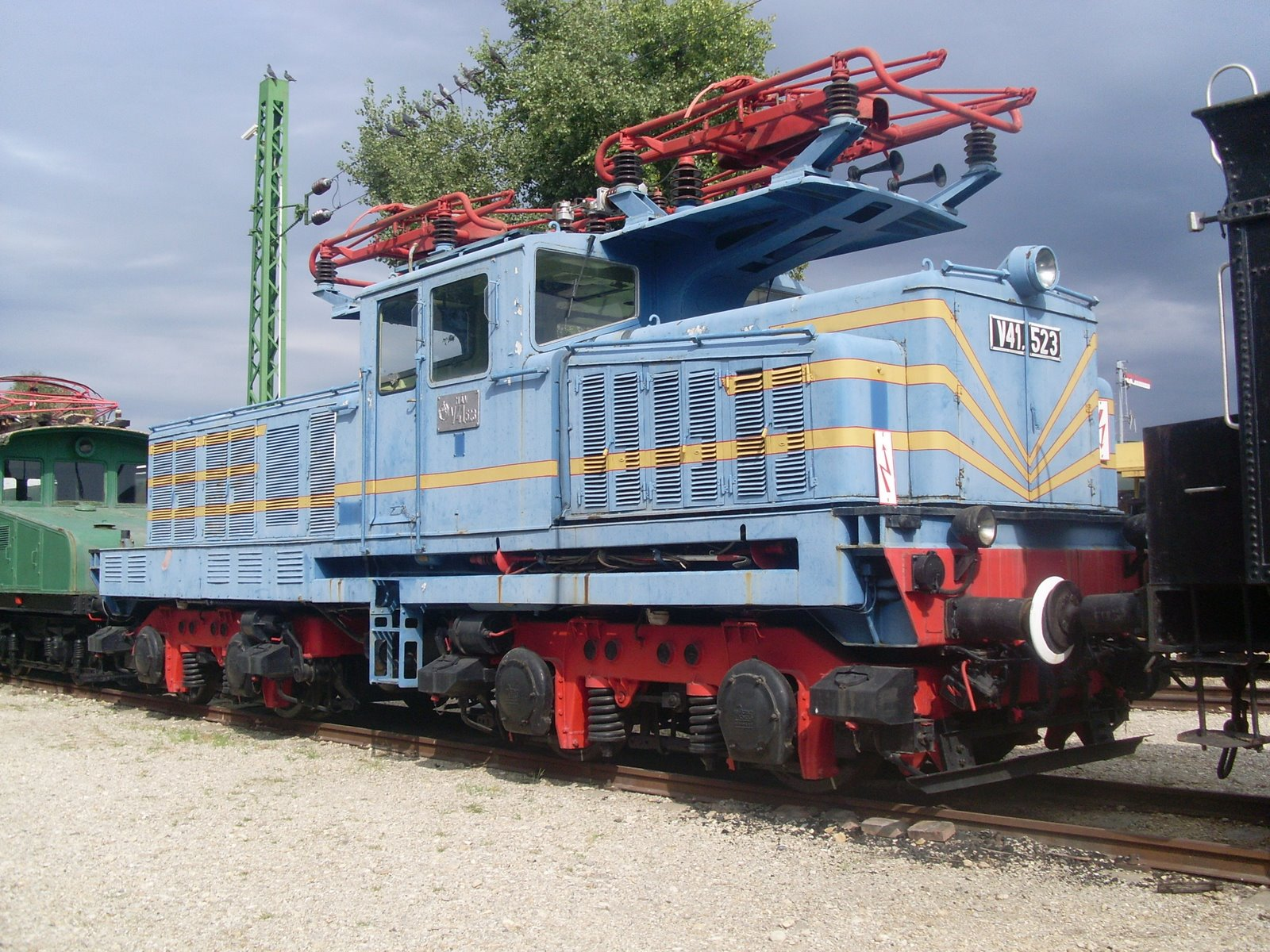
MÁV V41.523
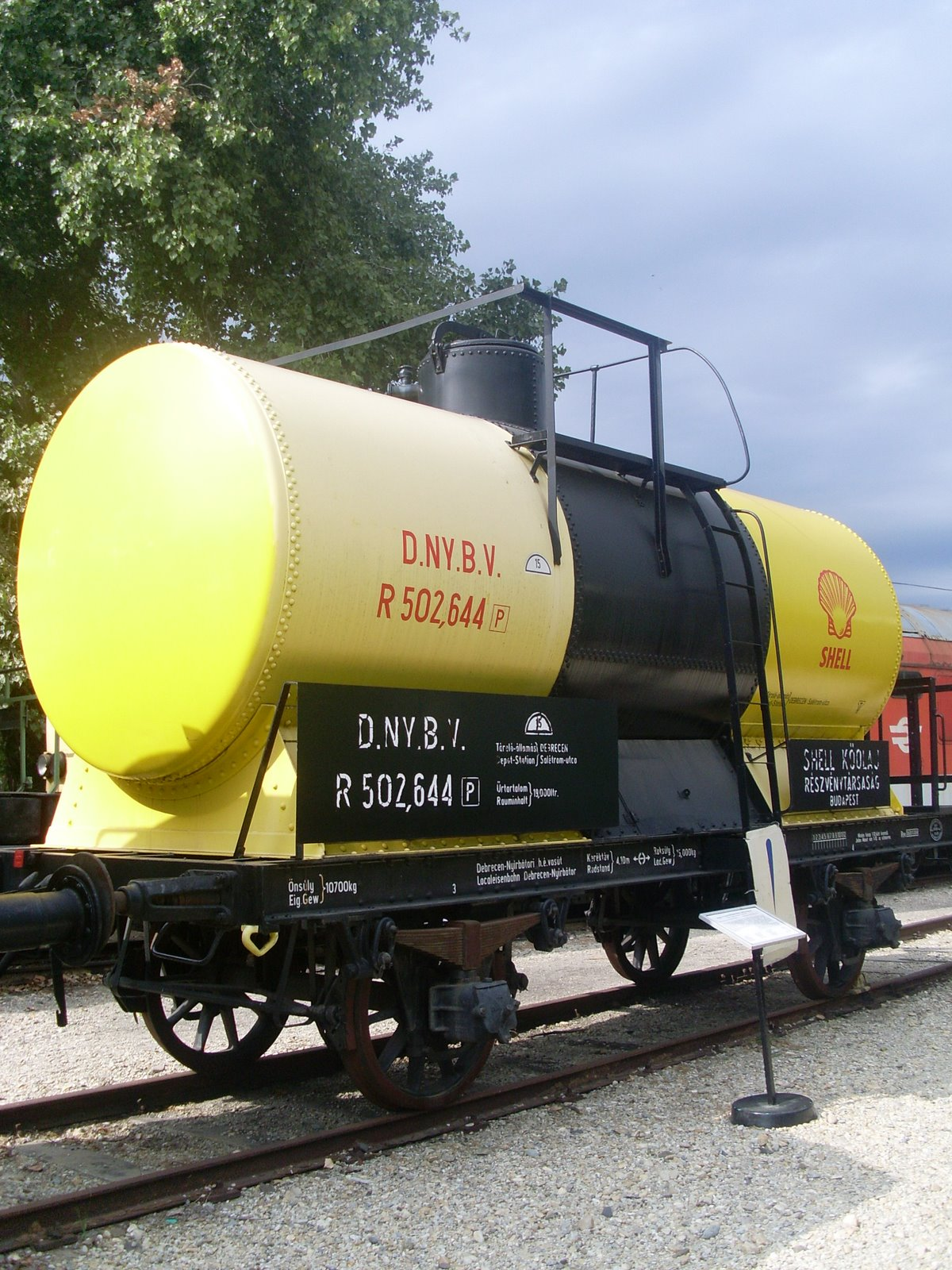
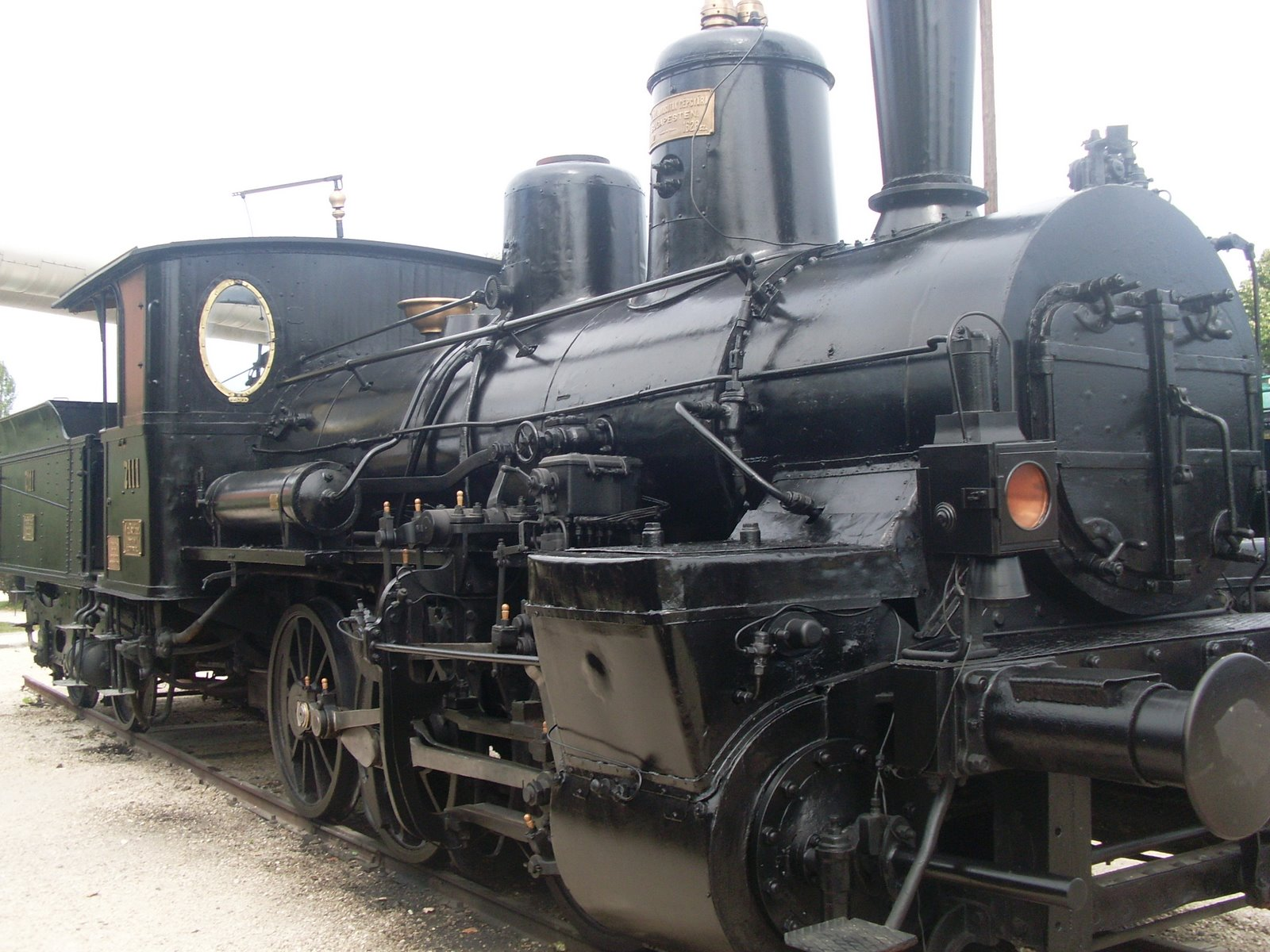
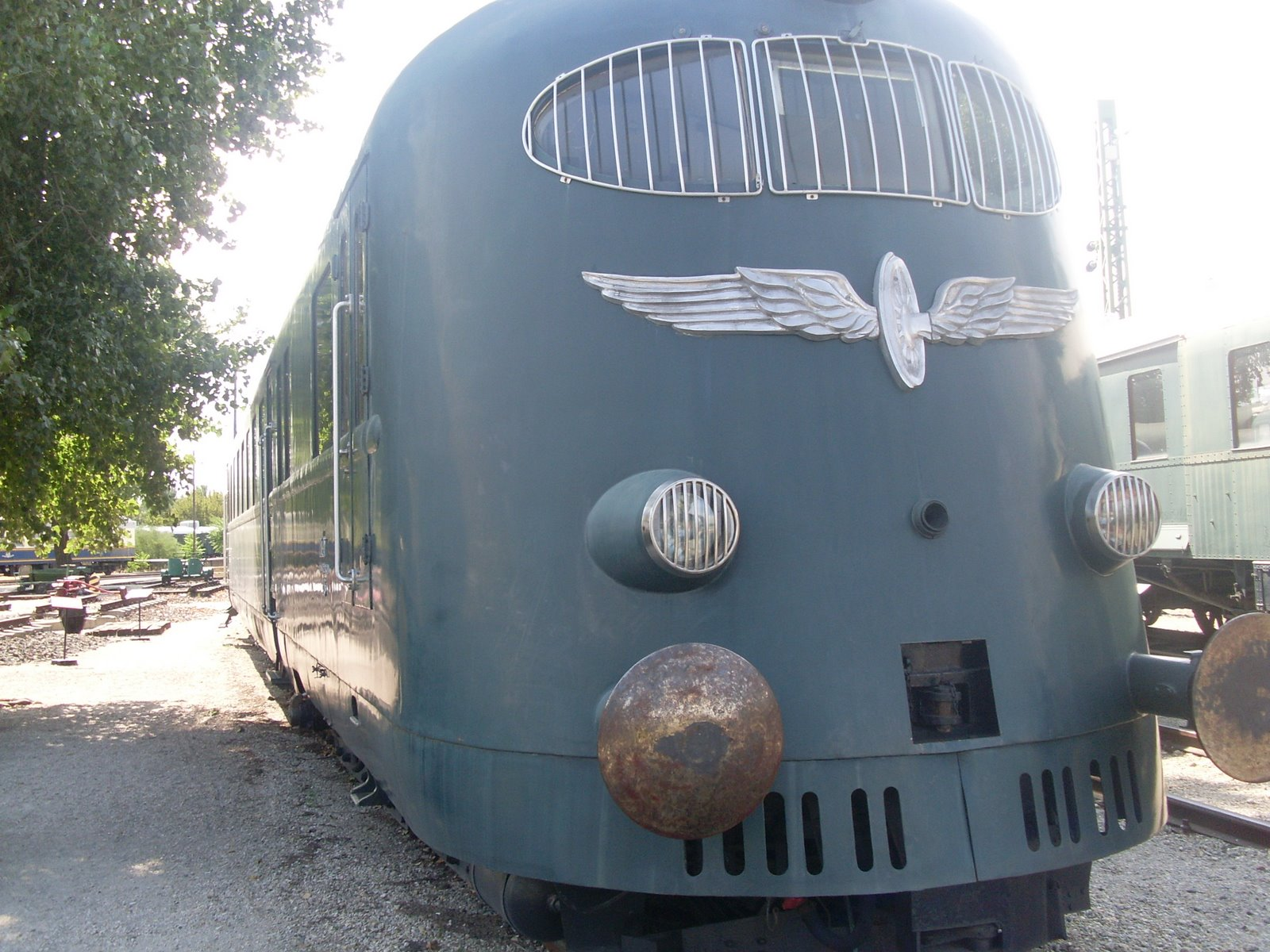
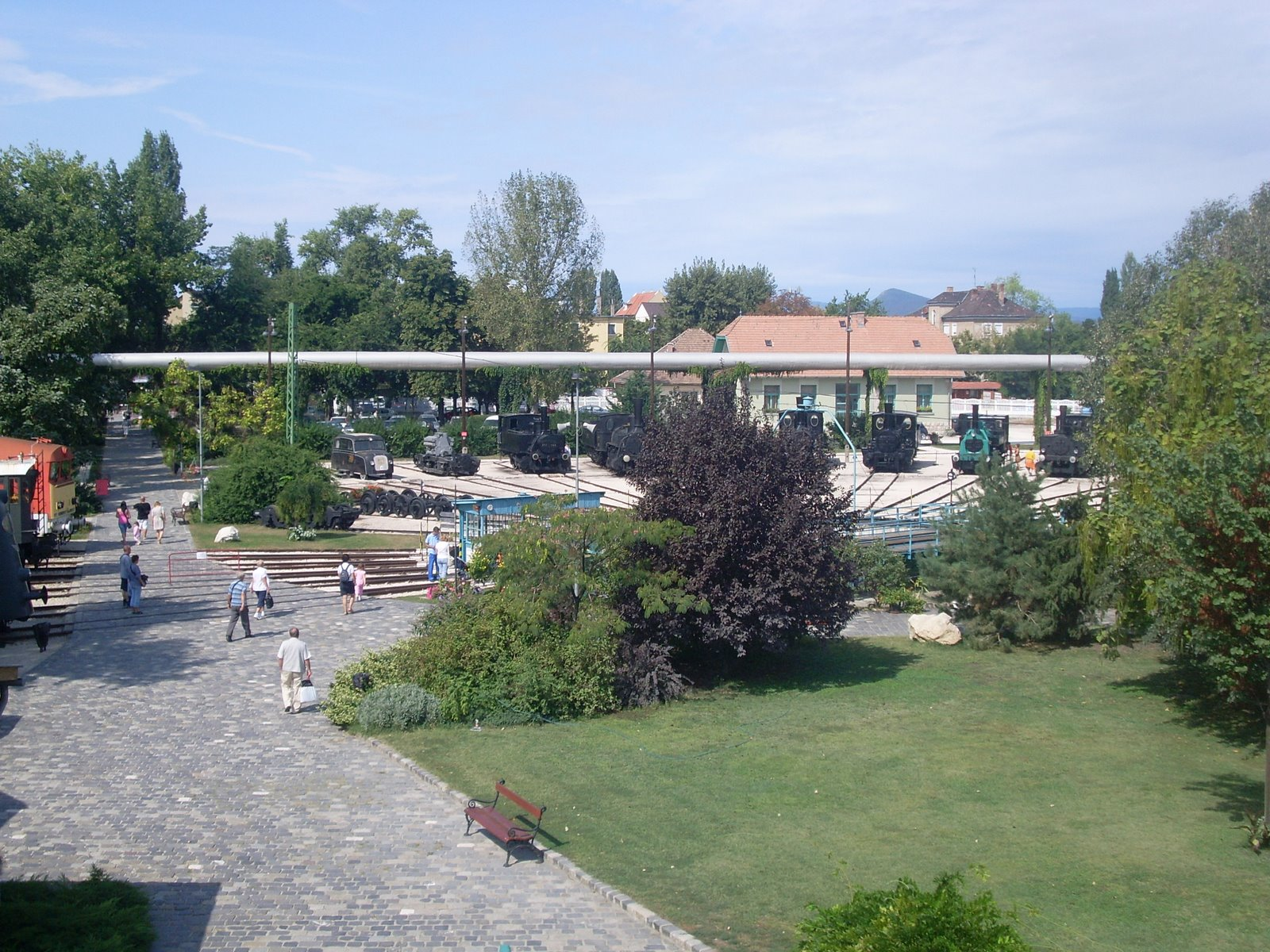
Đầu máy xe lửa và vòng quay
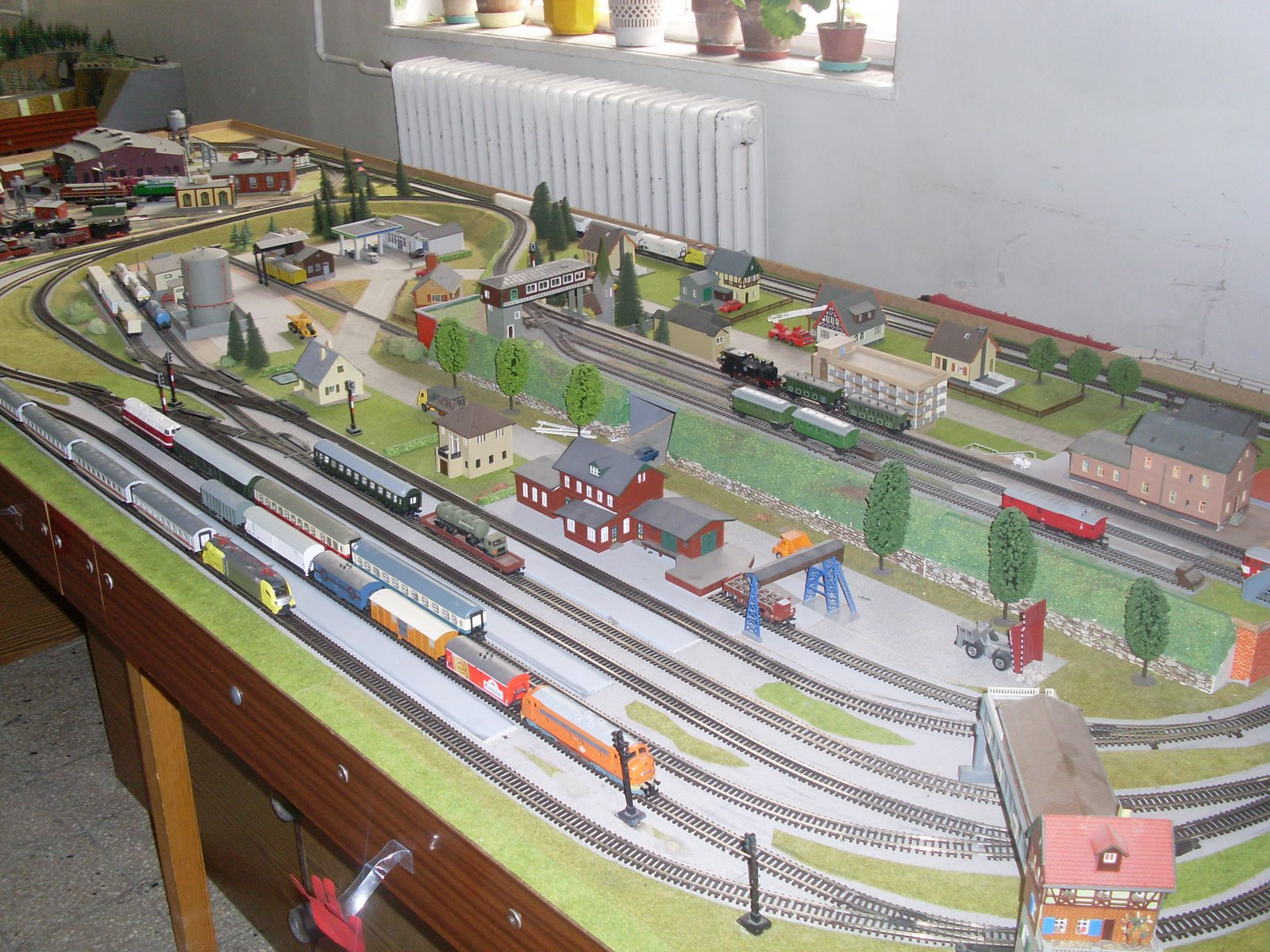
Mô hình đường sắt
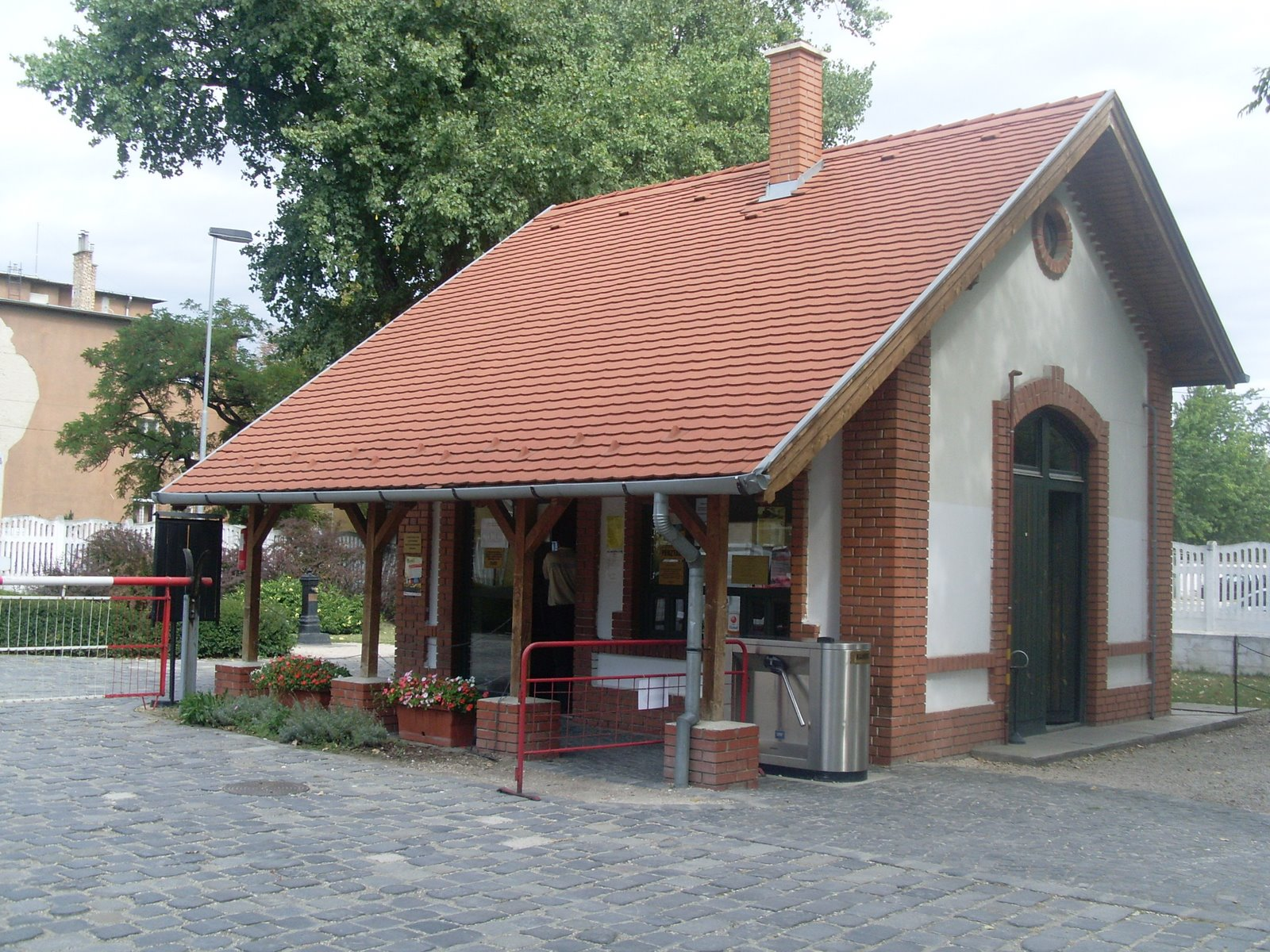
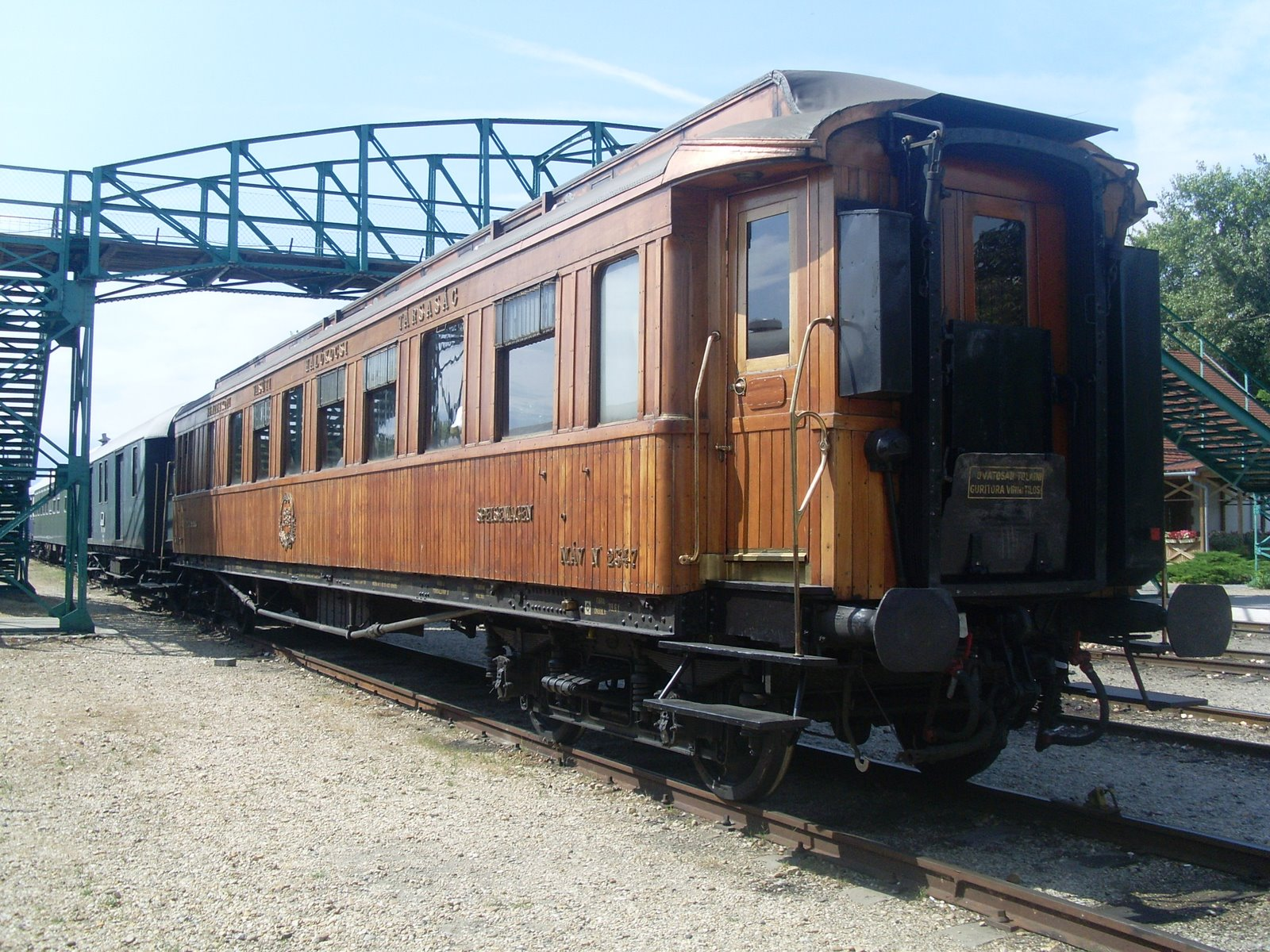
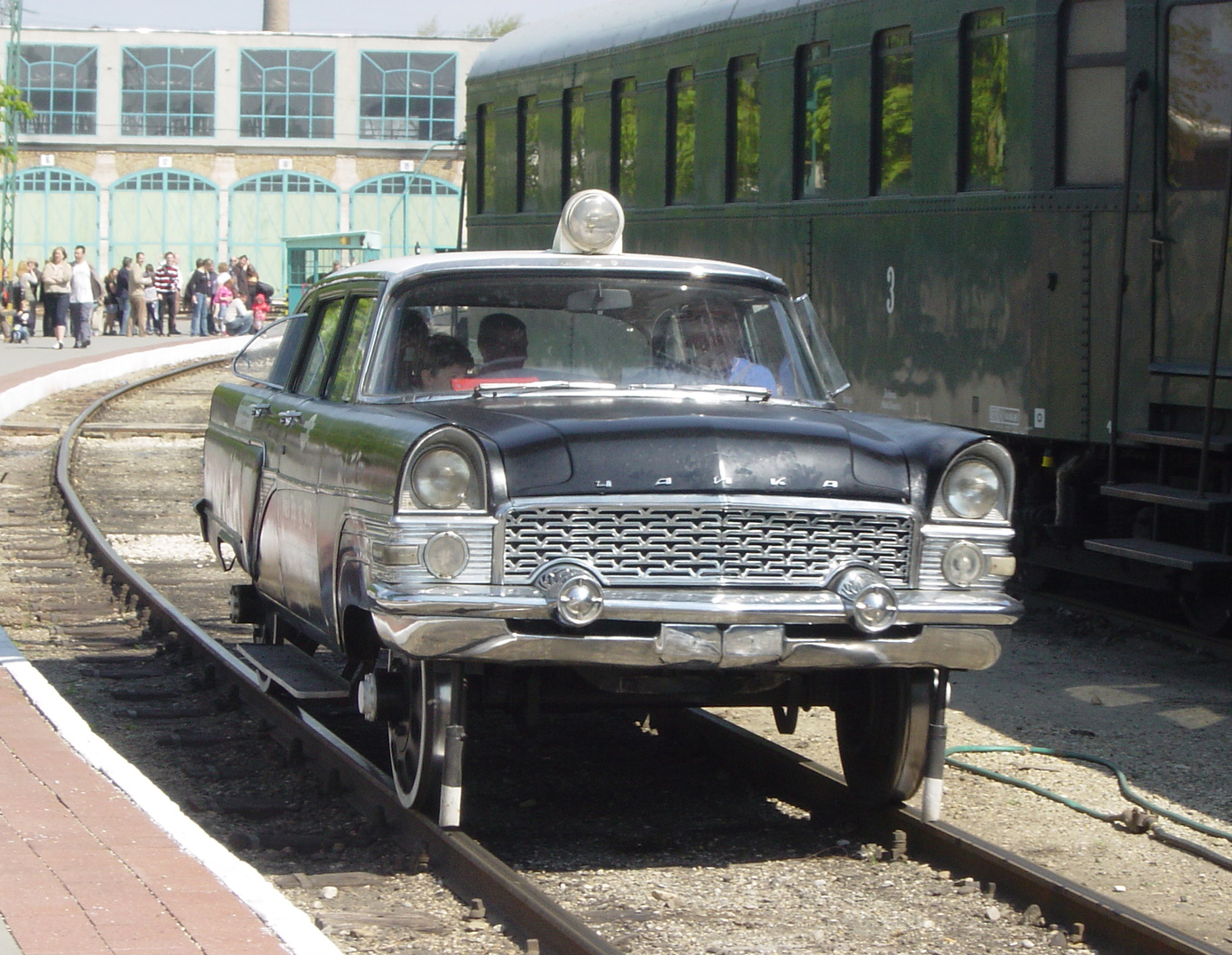
Xe GAZ-13 Chaika của Liên Xô
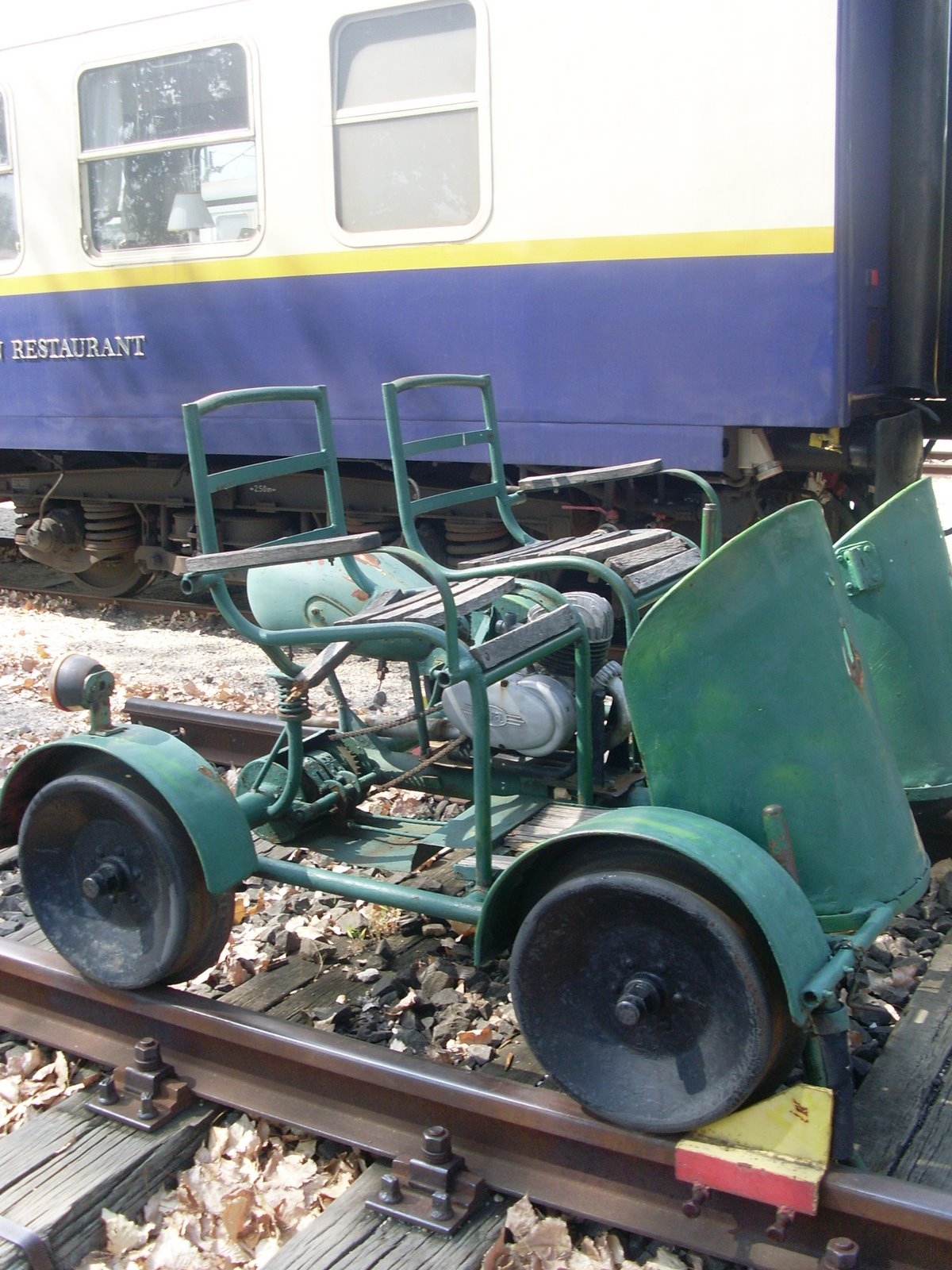